# 广西壮族自治区历史文化街区
广西壮族自治区历史文化街区已公布八批，全省共有36处街区被列入。
- 第一批（2017年公布，共3个）

- 第二批（2018年10月公布，共4个）

- 第三批（2019年1月公布，共8个）

- 第四批（2020年5月11日公布，共5个）[1]

- 第五批（2020年7月公布，共4个）

- 第六批（2020年9月23日公布，共3个）

- 第七批（2020年12月17日公布，共3个）[2]

- 第八批（2021年公布，1个）[3]

## 分市名单

### 贺州市
- 河东街历史文化街区（1，八步区）
- 西约街历史文化街区（1，八步区）
- 平桂西湾电厂历史文化街区（1，平桂区）

### 柳州市
- 曙光西路历史文化街区（2，城中区）
- 东门历史文化街区（2，城中区）

### 百色市
- 百胜街历史文化街区（2，右江区）
- 解放街历史文化街区（2，右江区）

### 南宁市
- 三街两巷历史文化街区（3，兴宁区）
- 中山路历史文化街区（3，青秀区）
- 蒲庙老街历史文化街区（3，邕宁区）
- 陈东村历史文化街区（3，西乡塘区）
- 宾州古城历史文化街区（3，宾阳县）
- 雁江古镇历史文化街区（3，隆安县）

### 钦州市
- 中山路骑楼街历史文化街区（3，钦南区）
- 占鳌巷历史文化街区（3，钦南区）
- 竹栏街历史文化街区（7，钦南区）

### 梧州市
- 金龙巷历史文化街区（4，万秀区）
- 维新里历史文化街区（4，万秀区）
- 桂北路-四坊路历史文化街区（6，万秀区）
- 五坊路-大中路历史文化街区（6，万秀区）
- 大东路历史文化街区（6，万秀区）

#### 岑溪市
- 樟木古街历史文化街区（7）

### 来宾市
- 迁江老街历史文化街区（4）
- 城厢老街历史文化街区（4）

#### 武宣县
- 武宣县老街历史文化街区（8）

### 河池市
- 怀远骑楼古街历史文化街区（4，宜州区怀远镇）

### 桂林市
- 正阳北路-靖江王府-八角塘历史文化街区（5，秀峰区）
- 榕湖北路-古南门历史文化街区（5，秀峰区）

### 贵港市
- 水流沟历史文化街区（5，港北区）

#### 平南县
- 大安镇大街历史文化街区（5）

### 北海市
- 珠海路-沙脊街-中山路历史文化街区（海城区）
- 高德三街历史文化街区（海城区）
- 南湾历史文化街区（海城区涠洲镇）
- 阜民路历史文化街区（合浦县）
- 中山路历史文化街区（合浦县）
- 南康历史文化街区（铁山港区）